# Richard Weiss
Richard Alfred Weiss (Múnich, RFA, 18 de septiembre de 1963–White Salmon, Estados Unidos, 25 de junio de 1997) fue un deportista estadounidense que compitió en piragüismo en la modalidad de eslalon. Ganó una medalla de plata en el Campeonato Mundial de Piragüismo en Eslalon de 1993, en la prueba de K1 individual.

## Palmarés internacional
| Campeonato Mundial | Campeonato Mundial | Campeonato Mundial | Campeonato Mundial |
| Año                | Lugar              | Medalla            | Competición        |
| ------------------ | ------------------ | ------------------ | ------------------ |
| 1993               | Mezzana (Italia)   | Medalla de plata   | K1 individual      |